# Юзефув (гміна Коваля)
Юзефув (пол. Józefów) — село в Польщі, у гміні Коваля Радомського повіту Мазовецького воєводства.
У 1975-1998 роках село належало до Радомського воєводства.